# Tapoa
Tapoa är en provins i Burkina Faso.   Den ligger i regionen Est, i den östra delen av landet, 400 km öster om huvudstaden Ouagadougou. Antalet invånare är 261 117. Huvudort är Diapaga.